# The Hand of Mahawee
The Hand of Mahawee è un cortometraggio muto del 1915 diretto da Giles Warren.

## Produzione
Il film fu prodotto dalla Selig Polyscope Company.

## Distribuzione
Distribuito dalla General Film Company, il film - un cortometraggio in una bobina - uscì nelle sale cinematografiche statunitensi il 1º maggio 1915.